# Croazia all'Eurovision Young Dancers
La Croazia ha partecipato una sola volta all'Eurovision Young Dancers: nel 2011, dove non ha raggiunto la finale.

## Partecipazioni
| Anno                                    | Ballerino     | Finale          | Semifinale |
| --------------------------------------- | ------------- | --------------- | ---------- |
| 2011                                    | Grigor Bazdar | non qualificata | -          |
| Nessuna partecipazione dal 2013 al 2017 |               |                 |            |